# نادي الرطبة
نادي الرطبة الرياضي هو فريق كرة قدم عراقي مقره في الرطبة، الأنبار، يلعب في الدوري العراقي الدرجة الثالثة.

## روابط خارجية
- نادي الرطبة على Goalzz.com
- أندية العراق - تواريخ التأسيس